# Magiskt tänkande
Inom psykologin används termen magiskt tänkande som en beteckning för små barns förenklade bild av kausalitet, d.v.s. orsak och verkan, nämligen att de själva skulle vara orsaken till det som händer omkring dem. Om det till exempel händer ett storasyskon en olycka, och barnet nyligen har varit argt på syskonen, kopplar barnet ihop olyckan med ilskan och tror att det är ansvarigt för olyckan. 
I regel släpper barn mycket av det magiska tänkandet redan i skolåldern, men delar hänger kvar längre. Det är till exempel samma typ av tänkande som ligger bakom sådana uttryck av vidskepelse som att inte gå på vissa typer av brunnslock, eller att inte gå under stegar.
Jean Piaget (1896–1980) pratar om magiskt tänkande under det preoperationella stadiet (2–6 år) och mer specifikt i det prekonceptuella steget (2–4 år).